# Saudi-Jemenitischer Krieg
Der Saudi-Jemenitische Krieg wurde im März 1934 zwischen Saudi-Arabien und dem Königreich Jemen geführt. Der Anlass der Auseinandersetzung war die Herrschaft über die Provinz Asir. Saudi-Arabien gewann den Krieg, der ca. 2100 Menschen das Leben kostete.

## Asir
Dieses Gebiet im Südwesten des heutigen Saudi-Arabien war von den Sassaniden (Persien), dann Arabern, Rasuliden (Jemen), Osmanen (Türkei), Wahhabiten (Arabien), Ägyptern und abermals den Osmanen beherrscht. Da dieses Gebiet meist am äußersten Rand der Reiche lag, war es zumeist autonom, de facto unabhängig und 1823–1872 völlig unabhängig, bis es wieder von den Osmanen erobert wurde. 1916 beteiligte sich Asir an der Arabischen Revolte gegen die Osmanen und wurde wiederum unabhängig. 1927 wurde es vom gerade erstarkten Saudi-Arabien besetzt und 1932 entgegen jemenitischen Protesten annektiert.

## Der unmittelbare Anlass
1934 flohen die Idrisiden von Asir in den Jemen, der ohnehin Gebietsansprüche stellte, und riefen zur gewaltsamen Befreiung Asirs auf. Eine arabische Delegation wurde inhaftiert, worauf König Abd al-Aziz ibn Saud Jemen den Krieg erklärte.

## Kriegsende
Die jemenitischen Truppen waren entlang der gesamten Front unterlegen und mussten um einen Waffenstillstand ersuchen. Gleichzeitig lag es auch nicht im saudischen Interesse, das eigene Territorium um einige Unruhe-Provinzen zu erweitern. Zur Stärkung ihrer Verhandlungsposition besetzten die Saudis die jemenitische Küste bis zur wichtigen Hafenstadt Al-Hudaida (Al-Hodeida, Hodeida).

## Friedensvertrag
Am 20. Mai 1934 einigten sich die Parteien nach kurzen Verhandlungen in Ta'if. Im Abkommen von Taif wurden alle saudischen Gebietsansprüche bestätigt. Jemen verzichtete auf Asir, Dschāzān und Nadschran. Der Grenzverlauf blieb aber weiterhin umstritten und undefiniert, bis das Zweite Abkommen von Dschidda im Jahr 2000 den alten Vertrag präzisierte.